# Iàsnaia Poliana (Primórie)
|  | Per a altres significats, vegeu «Iàsnaia Poliana (Rússia)». |

Iàsnaia Poliana (en rus: Ясная Поляна) és un poble del krai de Primórie, a l'Extrem Orient de Rússia, que en el cens del 2010 tenia 191 habitants. Pertany al districte rural de Dalnerétxenski.